# Socialistinternationalen
Socialistinternationalen (SI; engelska: The Socialist International) är en internationell icke-statlig organisation för politiska partier som strävar efter demokratisk socialism, bestående mestadels av socialdemokratiska politiska partier och fackföreningar.  Sekretariatet finns i London.
Organisationen bildades 1951 som en efterträdare till Arbetar- och socialistinternationalen, men den har rötter till det sena 1800-talet. Organisation har för närvarande 132 medlemspartier och organisationer från över 100 länder. Dess medlemmar har styrt i många länder, inklusive större delen av Europa. 2013 ledde en schism inom SI till bildandet av Progressiva alliansen.
SI:s nuvarande generalsekreterare är Benedicta Lasi från Ghana, ordförande är Spaniens premiärminister Pedro Sánchez och vice ordförande är Temirlan Sultanbekov från Kirgizistan. Alla valdes vid den senaste kongressen som hölls i Madrid, Spanien, i november 2022.

## Historia
Socialistinternationalen (SI) har sina rötter i den Andra internationalen, som grundades 1889. Vid den socialistiska rörelsens splittring i en reformistisk och en revolutionär del upplöstes Andra internationalen 1916, för att återbildas 1923 (som Socialistiska arbetarinternationalen), existerade fram till 1940 (formellt till 1947) och efterträddes vid kongressen 1951 i Frankfurt am Main av Socialistinternationalen.
En av Andra internationalen mest ihågkomna aktioner var deklarationen 1889 om att första maj ska vara arbetarrörelsens internationella högtidsdag, samt deklarationen 1910 om den 8 mars ska vara den Internationella kvinnodagen.

Under efterkrigstiden har SI bistått socialdemokratiska partier i deras återetablering, då diktaturerna fick vika för demokrati i Spanien och Portugal. Under 1980-talet gav de flesta medlemmarna i SI sina stöd till Sandinisterna i Nicaragua, vars vänsterinriktade regering var i konflikt med USA. Därefter har flera medlemskap beviljats, så även ex-kommunistiska partier som italienska Partito Democratico della Sinistra och Puertoricanska självständighetspartiet. Antalet medlemmar fördubblades efter 1990-talet. Efter oroligheterna i Nordafrika i början av 2011, allmänt kallade den "arabiska våren", har Egyptens och Tunisiens medlemspartier, Nationaldemokratiska partiet respektive Konstitutionell demokratisk samling, uteslutits ur internationalen.
Flera svenska och turkiska politiker krävde den 30 juni 2008 vid Socialistinternationalens sammankomst i Aten att turkiska Republikanska folkpartiet (CHP) skulle uteslutas. Detta förslag blev nedröstat.
Under 2010-talet har många socialdemokratiska partier i Europa, lämnat Socialistinternationalen till förmån för den nya paraplyorganisationen Progressiva Alliansen, däribland Tysklands socialdemokratiska parti (SPD) och svenska Sveriges socialdemokratiska arbetareparti (SAP).

## Organisation
Dess högsta beslutande organ är kongressen, som sammanträder vart tredje år. Senaste kongressen var den 15:e, som hölls i Cartagena i Colombia den 2–4 mars 2017. Rådet sammankallar två gånger per år samtliga medlemmar och organisationer till ett koncilium. SI:s löpande arbete utförs av arbetsgrupper som möts regelbundet.

Arbetet finansieras av avgifter från medlemmar och donationer från organisationer. Budgeten för 2003 var 1 180 000 brittiska pund. Budgeten fastslås under ett koncilium.

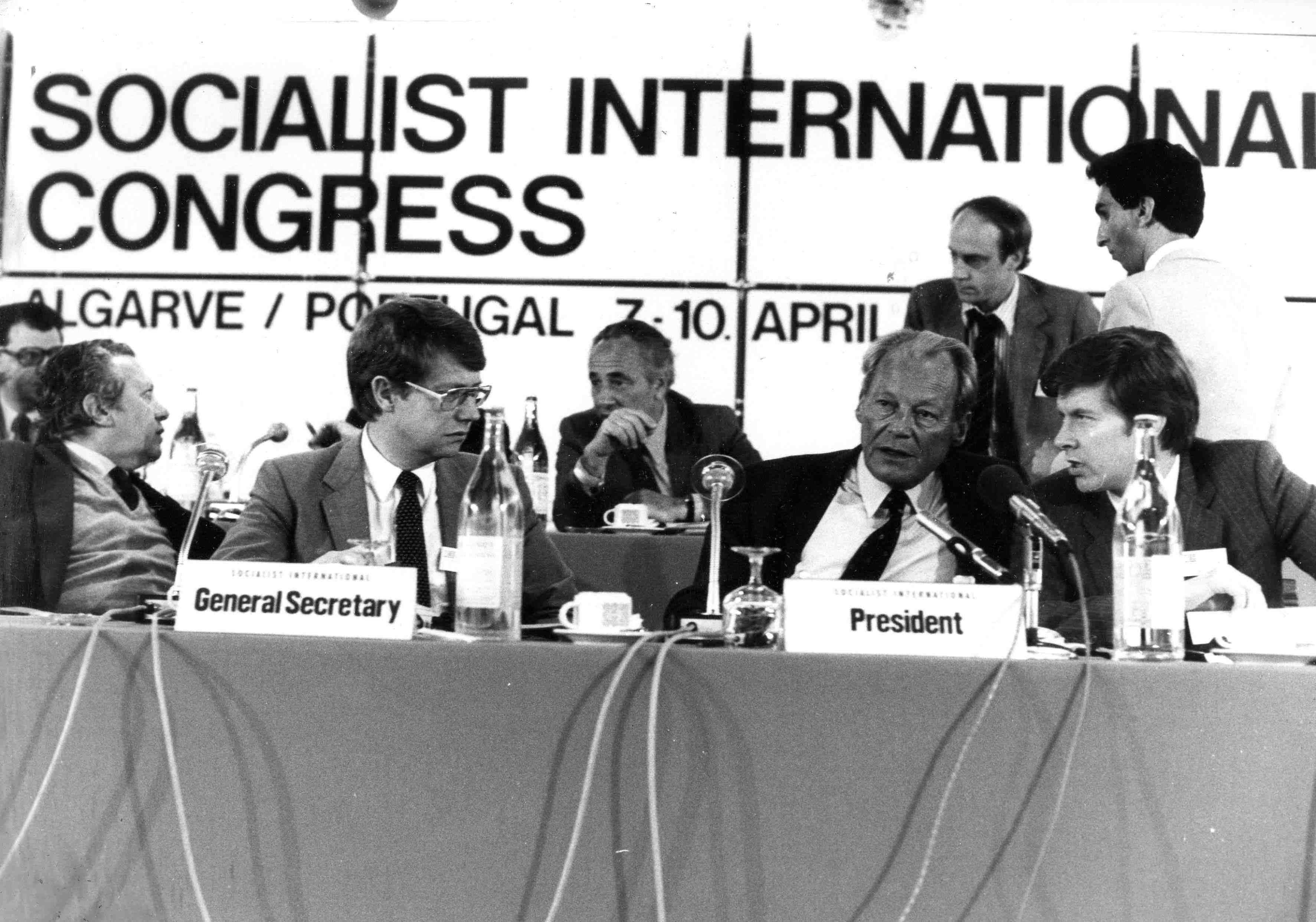
Presidiet vid SI:s kongress 1983 i Albufeira, Portugal.
Från vänster: Generalsekreterare Bernt Carlsson, ordförande Willy Brandt och tillträdande generalsekreterare Pentti Väänänen.

1976-1992 var Willy Brandt Socialistinternationalens ordförande. Från 1992 till 1999 innehade Pierre Mauroy stolen. Han efterföljdes 1999 av António Guterres från det socialistiska partiet i Portugal. Nuvarande ordförande är sedan 2006 Giorgos Papandreou från Grekland.
SI har konsultativ status, kategori 1, i FN.[källa behövs]

## Styrdokument
Styrdokumentet Declaration of Principles of the Socialist International antogs vid den 18:e kongressen, 20–22 juni 1989 i Stockholm. Det består av sex kapitel:
1. Global förändring och framtida prospekt,
2. Principer (frihet, rättighet, solidaritet; demokrati och mänskliga rättigheter; socialismens natur),
3. Fred (en grundläggande värdering; initiativ för fred),
4. Nord och Syd (globalisering; den miljöpolitiska utmaningen; social kontroll och den teknologiska utvecklingen; nedrustning och utveckling),
5. Utformandet av det 21:a århundradet (politisk och ekonomisk demokrati; kultur och samhälle; mäns och kvinnors roll i det moderna samhället; en ny internationell kultur för politisk dialog; en ny modell för tillväxt; solidaritet mellan nord och syd);
6. Med Socialistinternationalen mot ett universellt demokratiskt samhälle (enheten av internationell socialism; en ny demokratisk världsordning).

## Avdelningar
- International Falcon Movement – Socialist Educational International
- Socialist International Women

Källa: 

## Samarbetspartner och associerade föreningar
- Arab Social Democratic Forum, ASDF
- Euro-Latin American Forum of Progressive and Socialist Parliamentarians
- International Federation of the Socialist and Democratic Press, IFSDP
- International Labour Sports Confederation, CSIT
- International League of Religious Socialists, ILRS
- International Social Democratic Union for Education, ISDUE
- Jewish Labour Bund, JLB
- National Democratic Institute for International Affairs, NDI
- Party of European Socialists, PES
- Social Democratic Group of the Latin American Parliament
- World Labour Zionist Movement, WLZM

Källa: 

## Nyckelpersoner

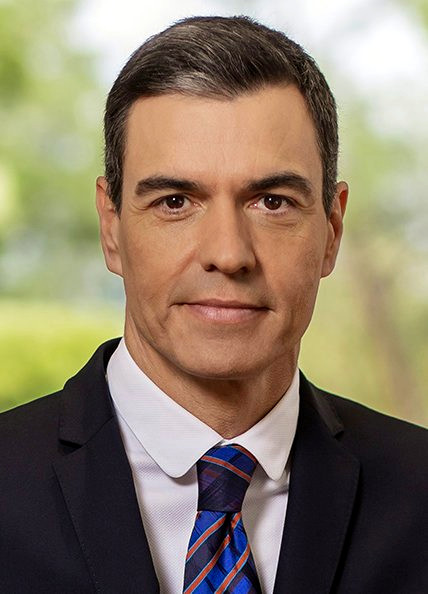
Pedro Sánchez (Spanien), ordförande sedan 2022.

### Ordförande
1. Morgan Phillips, Storbritannien (1951–1957)
2. Alsing Andersen, Danmark (1957–1962)
3. Erich Ollenhauer, Västtyskland (1963)
4. Bruno Pittermann, Österrike (1964–1976)
5. Willy Brandt, Västtyskland (1976–1992)
6. Pierre Mauroy, Frankrike (1992–1999)
7. António Guterres, Portugal (1999–2005)
8. Giorgos Papandreou, Grekland (2006–2022)
9. Pedro Sánchez, Spanien (2022–)

### Generalsekreterare
1. Julius Braunthal, Österrike (1951–1956)
2. Bjarne Braatøy, Norge (1956–1957)
3. Albert Carthy, Storbritannien (1957–1969)
4. Hans Janitschek, Österrike (1969–1976)
5. Bernt Carlsson, Sverige (1976–1983)
6. Pentti Väänänen, Finland (1983–1989)
7. Luis Ayala, Chile (1989–2022)
8. Benedicta Lasi, Ghana (2022–)

### Hedersordförande (ej postuma)
- Mustafa Ben Jaafar, Tunisien
- Rubén Berríos, Puerto Rico
- Cuauhtémoc Cárdenas, Mexiko
- Tarja Halonen, Finland
- Eero Heinäluoma, Finland
- Mahamadou Issoufou, Niger
- Lionel Jospin, Frankrike
- Giorgos Papandreou, Grekland
- Miguel Vargas, Dominikanska republiken

Källa: 